# (6456) Golombek
(6456) Golombek es un asteroide que forma parte de los asteroides Amor, es decir, cualquiera de los asteroides con una órbita que contenga totalmente a la terrestre y que tenga un perihelio menor de 1,3 ua, descubierto el 27 de julio de 1992 por Eleanor F. Helin y el también astrónomo Kenneth J. Lawrence desde el Observatorio del Monte Palomar, Estados Unidos.

## Designación y nombre
Designado provisionalmente como 1992 OM. fue nombrado en honor a Matthew P. Golombek, científico investigador en geología y geología planetaria en el Jet Propulsion Laboratory. Ha dedicado los últimos cinco de sus 14 años allí al proyecto Pathfinder, distinguiéndose por su desempeño altamente efectivo como científico del proyecto Mars Pathfinder, responsable de todos los aspectos de la ciencia de la misión. Los descubridores desean saludar a este popular portavoz por sus comprensibles informes científicos y sobre el estado de la misión Pathfinder. Sus descripciones y explicaciones captaron la atención de un público entusiasmado por el aterrizaje en Marte y las excursiones rocosas del pequeño rover Sojourner.

## Características orbitales
Golombek está situado a una distancia media del Sol de 2,193 ua, pudiendo alejarse hasta 3,090 ua y acercarse hasta 1,296 ua. Su excentricidad es 0,409 y la inclinación orbital 8,222 grados. Emplea 1185,98 días en completar una órbita alrededor del Sol.
Los próximos acercamientos a la órbita terrestre ocurrirán el 7 de agosto de 2031, el 9 de agosto de 2044 y el 13 de agosto de 2057.

## Características físicas
La magnitud absoluta de Golombek es 16,07. 